# Сражение при Трибле
Сражение при Трибле (нем. Schlacht bei Triebl) — одно из сражений между имперскими войсками и шведской армией генерала Врангеля в конце Тридцатилетней войны. Оно произошло 22 августа 1647 года в окрестностях замка Трибль (Тржебель) в Богемии (Чехии) и закончилось безрезультатно.

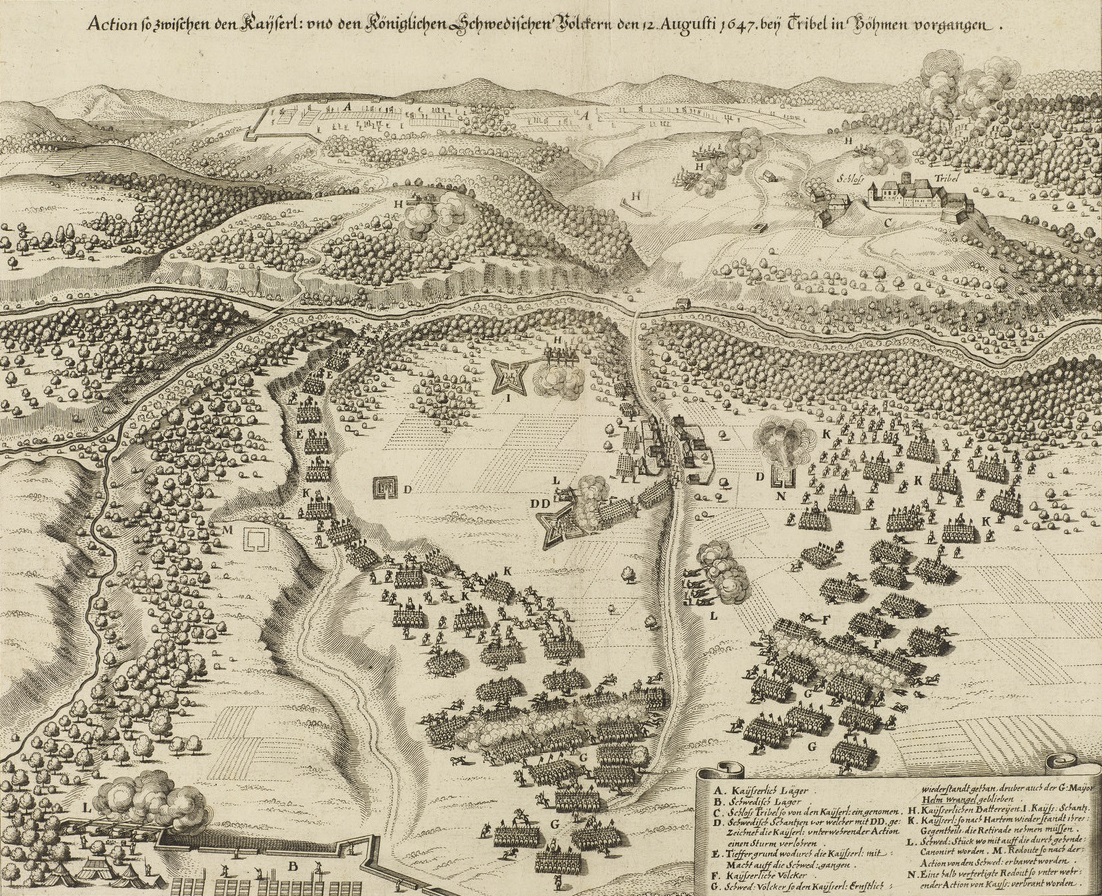
Сражение при Трибле. Гравюра

Весной 1647 года шведская армия начала поход, в ходе которого после трехнедельной осады 17 июля захватила Хеб. Имперская армия во главе с графом Петером Меландром фон Хольцапфелем, Раймундо Монтекукколи и Иоганном фон Вертом, которая первоначально отправилась на помощь осаждённому городу, попыталась с 27 июля его отбить, но через две недели отступила к Пльзеню. 3 августа шведы расположились лагерем к востоку от Планы, а небольшой отряд из двадцати человек занял замок Трибль (Тржебель). Имперцы прибыли под замок 18 августа и на следующий день захватили его. 19 августа обе армии расположились за рядами полевых укреплений на противоположных сторонах долины.
Основное сражение произошло 22 августа. Генералы Монтекукколи и Верт воспользовались тем, что большая часть шведов была разбросана по окрестностям в поисках фуража и провизии, и решили штурмовать шведские позиции, возможно, даже главный лагерь. Они наспех собрали 8000 всадников, 1000 хорватских мушкетёров и 8 небольших полевых пушек и, воспользовавшись проходом сквозь лесистую ложбину с протекавшем по ней ручьём, внезапно атаковали в конном строю шведский лагерь. Они последовательно разбили вначале два, а затем три шведских полка и захватили главный лагерь противника. Шведы обратились в бегство, и их преследовали до Хангендорфа.
Когда генерал Врангель узнал о поражении, он собрал всех имеющихся всадников и двинулся на помощь. Ему удалось остановить разгромленные полки и организовать контратаку, в ходе которой наступление противника было остановлено. Шведам повезло, что генерал Хольцапфель слишком поздно вступил в бой со своими хорватскими мушкетерами. Через два часа шведским войскам удалось закрепиться на широком фронте. Шведы потеряли в бою убитыми и ранеными более 1000 человек, имперцы — более 100 всадников.
Обе стороны снова заняли свои укрепленные позиции, и 27 августа имперцам удалось захватить табун из четырехсот шведских лошадей, при этом произошла небольшая стычка. Затем 5 сентября шведы покинули лагерь и двинулись к Тахову. Двумя днями позже две армии встретились лицом к лицу и заняли позиции примерно в двадцати километрах к востоку у Тепле, но крупных боевых действий не произошло. Затем в конце сентября шведская армия покинула Богемию, пройдя через Жатец и Кадань.